# Via Alta Idra

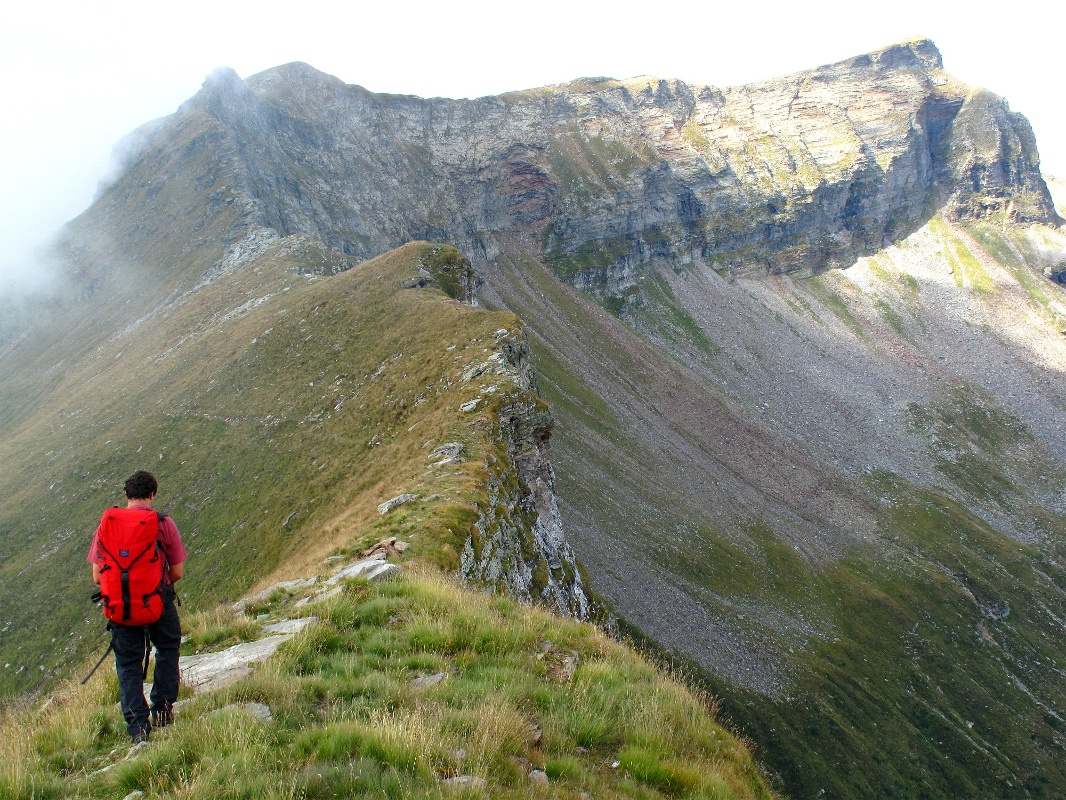
«Via Alta Idra» auf der «Via Alta Verzasca»: Cima di Gagnone

Die Via Alta Idra (deutsch Hydra-Höhenweg) ist ein 100 Kilometer langer Bergwanderweg, der auf über 2000 m ü. M. von der Quelle des Flusses Tessin bis zu seiner Mündung in den Lago Maggiore führt.
Der anspruchsvolle alpine Weitwander- und Höhenweg wird in zwölf Tagesetappen begangen (Schwierigkeitsgrad auf der sechsteiligen SAC-Wanderskala bis T6).

## Geschichte
Die Bergwanderroute «Via Alta Idra» wurde 2017 vom Bergführer Giovanni Galli, Präsident des SAC Tessin, entwickelt. Das Ziel war, einige der vielen Tessiner Berghütten mit einem abwechslungsreichen alpinen Weitwander- und Höhenweg zu verbinden. Dank der Zusammenarbeit des Tessiner SAC, Alpenvereins und den Tessiner Wanderwegen (TicinoSentieri) und regionalen Tourismusorganisationen (ERS, OTR) konnte der Höhenweg im Sommer 2018 eröffnet werden.
Der Name soll darauf hinweisen, dass die Via Alta Idra dem Fluss Tessin als «hydraulischer» Weg folgt sowie entlang eines hohen Felsgrates verläuft, der dem Rücken der neunköpfigen Hydra gleicht.
Der Hydra-Höhenweg verläuft mit den Etappen 7 bis 10 über die Via Alta della Verzasca, die von der Società Escursionistica Verzaschese inklusive Hütten unterhalten wird.

## Tagesetappen der Via Alta Idra
Nördlicher Ausgangspunkt der Via Alta Idra ist die Capanna Corno Gries (2338 m), die von der Alpe di Cruina (2002 m) an der Nufenenpassstrasse in 1 Stunde (T2) erreichbar ist.

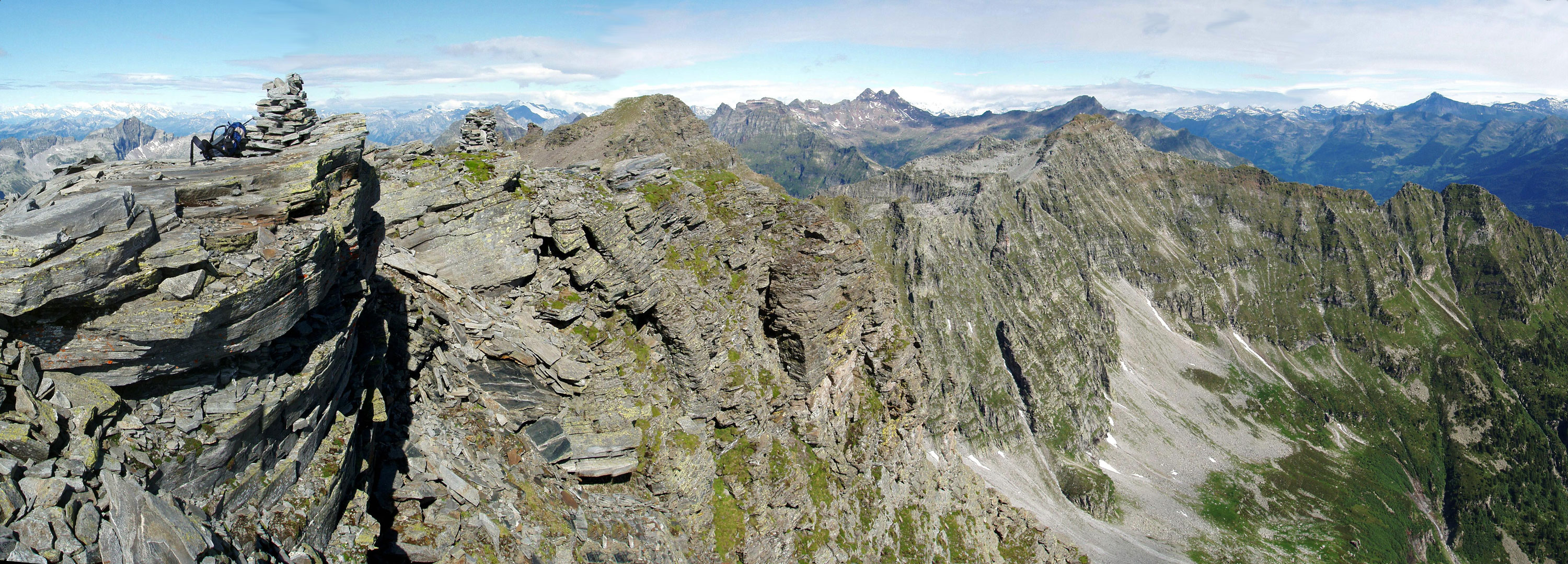
8. Etappe: Blick vom Pízz Cramosín zum Madom Gröss und Pizzo di Mezzodi

1. Capanna Corno Gries –  Capanna Cristallina in 6 ½ Stunden Gehzeit (Schwierigkeitsgrad T3/T6)[4]
Von Corno Gries führt der Weg zum Zollhaus in der Ebene des Passo San Giacomo, das Ende der 1930er-Jahre zum Infanteriebunker umgebaut wurde. Hier beginnt der weiss-blau-weisse Alpinwanderweg zum Passo Grandinagia (2698 m ü. M.) und führt weiter oberhalb des Lago dei Cavagnöö zur Schlüsselstelle dieser Etappe, den 200 Höhenmetern des ausgesetzten Canale del Becco (T6), der mit Seilen und Steigbügeln gesichert ist. Wenig unterhalb der Cima di Lago wird mit 2800 m ü. M. der höchste Punkt der Via Alta Idra erreicht.
2. Capanna Cristallina – Rifugio Garzonera in 6 ½ Stunden (T3/T4)[5]
Die mit 15 Kilometer längste Etappe führt über den Passo di Naret zum Lago del Narèt, der Alpe Garzonera (2185 m ü. M.), über den Passo Sassello (2335 m ü. M.) und an den Seen Prato und Valletta vorbei zum Rifugio.
3. Rifugio Garzonera – Capanna Leìt in 4 ½ Stunden (T3/T4)[6]
Der Alpinwanderweg führt am Lago di Cara vorbei über den Übergang Valle dei Cani (2534 m ü. M.) ins Gebiet der Alpe Tremorgio. Unterhalb des Passo Campolungo wandert man auf weissem Dolomit, Meeresböden aus der Trias, zur Capanna am gleichnamigen See.
4. Capanna Leìt – Capanna Campo Tencia in 2 ½ Stunden (T3)[7]
Auf der kürzesten Etappe kann am Lago di Morghirolo ausgeruht oder der höchste Tessiner Berg Campo Tencia (3072 m ü. M.) entweder über die technisch anspruchsvolle Gratüberschreitung Cresta dei Corni (T6, ab Passo Morghirolo (2561 m ü. M.)) oder auf der Normalroute bezwungen werden.
5. Capanna Campo Tencia – Rifugio Alpe Sponda in 4 ½ Stunden (T4)[8]
Auf der einst eisbedeckten Senda del Ghiacciaio geht es zum Passo di Ghiacciaione (2715 m ü. M.), dort ist ein kurzer Abstecher zum Pizzo Forno (2906 m ü. M.) möglich, bevor es hinunter zum Rifugio am Talschluss des Val di Chironico geht.
6. Rifugio Alpe Sponda – Capanna Barone in 3 ½ Stunden (T4)[9]
Der Übergang Bassa del Barone (2582 m ü. M.) führt ins Verzascatal und am Lago Barone vorbei zur Capanna. Ab hier verläuft der Hydra-Höhenweg auf den vier Etappen der Via Alta della Verzasca. Von der Barone-Hütte kann in rund 3 Stunden nach Sonogno im hinteren Verzascatal abgestiegen werden.
7. Capanna Barone – Capanna Cògnora in 3 ½ Stunden (T3/T4)[10]
Die kürzeste Etappe der Via Alta della Verzasca führt ohne Gipfelberührung von Hütte zu Hütte. Ein fünf Kilometer langes Gesims durchzieht 800 Meter über der Talsohle die Wände des Val Vegornèss und am Passo di Piatto (2110 m ü. M.) vorbei zur Alpe di Cògnora. Eine schwierigere Variante (T6) führt eine Etage höher über den Pizzo della Bedéia (2665 m ü. M.) und den Pizzo dei Laghetto (2442 m ü. M.) in rund 6 Stunden zur Capanna Cògnora. Diese Variante (Via Nicola Balestra, benannt nach einem am Mont Blanc du Tacul verunglückten Tessiner Bergführer) ist mit blauen Punkten gut markiert und weist einige wenige Sicherungen auf.
8. Capanna Cògnora – Capanna d’Efra in 6 ½ Stunden (T5/T6)[11]
Der hochalpine Übergang führt von der Cógnora-Hütte über den Verbindungsgrat der Gipfel Pizzo di Mezzodi (2708 m ü. M.), Madom Gröss (2746 m ü. M.) und Pízz Cramosín (2718 m ü. M.) zur Efra-Hütte. Der Passo del Gatto, eine ausgesetzte Felsscharte auf dem Weg zum Pízz Cramosín, gilt als Schlüsselstelle der Via Alta della Verzasca.
9. Capanna d’Efra – Capanna Cornavosa in 7 ½ Stunden (T5)[12]
Diese Etappe führt über die Cima di Gagnone (2518 m ü. M.) und die Cima di Rierna (2461 m ü. M.) zur Capanna Cornavosa. Der Gagnone ist durch sein vielfältiges Gestein weltbekannt, weil hier Mineralien aus 100 Kilometern unter der Erdkruste bis an die Oberfläche gelangten.
10. Capanna Cornavosa – Capanna Borgna in 6 ½ Stunden (T4/T6)[13]
Drei Kilometer folgt die Route dem felsigen Gratfirst aus Granit des Val di Lodrino über den El Ponción dal Vènn (2477 m ü. M.),  El Ponciôn di Leghítt (2445 m ü. M.), El Ponción Piòta (2439 m ü. M.) und die Bochete di Cazzann (2104 m ü. M.) zur Capanna Borgna.
11. Capanna Borgna – Monti di Motti  in 4 ½ Stunden (T3)[14]
Über Forcola (1710 m ü. M.) führt der Weg zum Gipfel der Cima di Sassello (1899 m ü. M.) und von dort auf der 1150 Meter langen, begehbaren Mauer «Muraglia polacca», die einst den Wald vor gefrässigen Huftieren schützte, bis zum Forcarella (1641 m ü. M.), eventuell mit einem Abstecher auf den Sassariente. Im Maiensäss Monti di Motti gibt es ein Grotto.
Capanna Borgna – Capanna Albagno in 3 ½ Stunden (T3)[15]
Eine Abkürzungsvariante führt über den Passo di Ruscada (2071 m ü. M.) und einem Abstecher auf die Cima dell’Uomo (2389 m ü. M.) zur Capanna Albagno und von dort zur Seilbahn von Mornera.
12. Monti di Motti – Tenero Campingplatz  in 2 Stunden (T2)[16]
Die letzte Etappe führt vom Maiensäss Monti di Motti hinunter zum Campingplatz am Lago Maggiore.

## Hüttenliste (nach Etappen)
Die Via Alta Idra verbindet zwölf Tessiner Berghütten (Capanne/Rifugi). Ein Teil davon sind normalerweise nicht bewirtschaftete Stützpunkte mit begrenzter Kapazität, die zur Haupttourenzeit im Juli und August überbelegt sein können.
   Verzweigt auf die GeoHack-Seite. Anhand der hinterlegten Koordinaten können diverse externe Kartendienste aufgerufen werden.

   Externer Link auf die Seite der Hütte beim SAC.

   Externer Link auf die Seite der Hütte beim FAT.
| Bild                 | Lage Hüttenlinks | Name                 | Eigentümer        | Höhe |
| -------------------- | ---------------- | -------------------- | ----------------- | ---- |
| Capanna Corno Gries  | \|               | Capanna Corno Gries  | SAC – Rossberg    | 2338 |
| Capanna Cristallina  | \|               | Cristallinahütte     | SAC – Tessin      | 2575 |
| Rifugio Garzonera    | \|               | Rifugio Garzonera    | SAT – Ritom       | 1973 |
| Capanna Leìt         | \|               | Capanna Leìt         | SAT – Mendrisio   | 2257 |
| Capanna Campo Tencia | \|               | Capanna Campo Tencia | SAC – Tessin      | 2140 |
| Rifugio Alpe Sponda  | \|               | Rifugio Alpe Sponda  | SAT – Chiasso     | 1997 |
| Capanna Barone       | \|               | Capanna Barone       | SEV               | 2172 |
| Capanna Cògnora      | \|               | Capanna Cògnora      | SEV               | 1938 |
| Capanna d’Efra       | \|               | Capanna d’Efra       | SEV               | 2039 |
| Capanna Cornavosa    | \|               | Capanna Cornavosa    | SEV               | 1991 |
| Capanna Borgna       | \|               | Capanna Borgna       | SEV               | 1912 |
| Capanna Albagno      | \|               | Capanna Albagno      | UTOE – Bellinzona | 1870 |